# Vatadaža v Polonnaruwi
Vatadaža v Polonnaruwi je starodavna struktura iz kraljestva Polonnaruwa na Šrilanki. Domneva se, da je bila zgrajena v času vladavine  Parakramabahuja I., da bi zadržal relikvijo Budovega zoba ali v času vladavine Nissanka Malla iz Polonnaruwe, da bi držal posodo milosti, ki jo je uporabljal Buda. Obe relikviji bi takratni strukturi dali velik pomen. Nahaja se v starodavnem mestu Polonnaruwa in je najbolje ohranjen primer vatadaže v državi ter opisana kot "končni razvoj" te vrste arhitekture. Po tem, ko je bila več stoletij opuščena, se je izkopavanje začelo leta 1903.
Zgrajena za zaščito majhne dagobe, ima struktura dve kamniti ploščadi, okrašeni z izdelanimi rezbarijami v kamnu. Na spodnjo ploščad se vstopa skozi en vhod, ki gleda proti severu, medtem ko je drugo ploščad dostop skozi štiri vrata, ki gledajo na štiri kardinalne smeri. Zgornja ploščad, obdana z opečnato steno, vsebuje stupo. Okoli nje so štirje sedeči Budovi kipi, od katerih je vsak obrnjen proti enemu od vhodov. Tukaj so postavili tudi tri koncentrične vrste kamnitih stebrov, ki naj bi podpirali leseno streho. Celotna zgradba je okrašena s kamnitimi rezbarijami. Nekatere teh rezbarij, kot so sandakada pahane, veljajo za najboljše primere takšnih arhitekturnih značilnosti. Čeprav so nekateri arheologi predlagali, da je imela tudi leseno streho, te teorije drugi izpodbijajo.

## Zgodovina
Teorije se med arheologi in zgodovinarji razlikujejo glede tega, kdo je zgradil vatadažo v Polonnaruwi in kdaj. Ena takšna teorija nakazuje, da jo je zgradil Parakramabahu I. med svojo vladavino v 12. stoletju.  Culavamsa, starodavna kronika navaja, da je zgradil krožno kamnito svetišče, ki je hranilo relikvijo Budov zob. Arheolog Harry Charles Purvis Bell je verjel, da je to svetišče vatadaža. Temu nasprotuje več starih otoških virov, vključno Rajavaliya in Poojavaliya, ki navajajo, da ga je zgradil Nissanka Malla. Vendar pa je po študijah Arthurja Maurica Hocarta Nissanka Malla obnovil že obstoječo stavbo in naredil nekaj dodatkov, kot so vhod in zunanja veranda. Wilhelm Geiger, ki je prevedel starodavno Mahavamso in zgodovinar H. W. Codrington se strinjata s to teorijo. V bližnjem kamnitem napisu, ki ga je postavil Nissanka Malla, je seznam vatadaž med njegovimi konstrukcijami. V tem trdi, da jo je zgradil eden izmed njegovih generalov pod njegovim vodstvom. 
Edinstvena značilnost arhitekture starodavne Šrilanke , vatadaže so bile zgrajene za zaščito majhnih stup, ki so imele vgrajeno pomembno relikvijo ali so bile zgrajene na svetem zemljišču.  Če je vatadaža v Polonnaruwi svetišče, ki ga je zgradil Parakramabahu I., bi bila v njej shranjena relikvija Budovega zoba.  Druga možnost je, da je tukaj shranjena posoda milosti, ki jo je uporabljal Buda. Obe relikviji sta bili pomembna predmeta v starodavni kulturi Šrilanke in bi vatadaža v Polonnaruwi postala ena najpomembnejših in najbolj cenjenih zgradb v državi. 
Kraljestvo Polonnaruwa se je leta 1215 končalo z invazijo iz južne Indije.  Zdi se, da je bila vatadaža opuščena s padcem kraljestva, v poznejših obdobjih pa ni omenjena v kronikah. Šele leta 1903 je Oddelek za arheologijo začel izkopavati pod vodstvom Bella, ki je zapisal, da je bila v tem času "samo kup zemlje".

## Položaj in videz
Vatadaža v Polonnaruwi se nahaja v četverokotnem predelu, znanem kot Dalada Maluva v starodavnem mestu Polonnaruwa. Dalada Maluva vsebuje nekaj najstarejših in najsvetejših spomenikov mesta. Vatadaža, ki zaseda večino jugovzhodnega območja, je med njimi izrazita struktura.  To je najbolje ohranjen primer vatadaže v državi in je nekoliko podoben v načrtu tistim, ki pripadajo obdobju Anuradhapure, še posebej Tuparamaya in Lankaramaya.
Stavba je bila zgrajena okoli majhne dagobe z osnovnim premerom 8,43 m. Vatadaža ima dve ravni; spodnjo ploščad in dvignjeno zgornjo ploščad, ki vsebuje dagobo. Zgornja ploščad ima premer 24 metrov, spodnja pa 37 m. Spodnja je dvignjena za 1,30 m, zgornja ploščad pa je od spodnje še 1,5 m. 
Krožna spodnja ploščad je dostopna skozi en vhod na severni strani. Na zgornjo ploščad, ki jo po obodu obdaja opečna stena, vodijo štiri posebej oblikovana vrata. Ti vhodi so usmerjeni na štiri glavne smeri. Središče te ploščadi zaseda dagoba, ki ima okoli štiri kipe Bud, od katerih vsak gleda na enega od vhodov . Vsak od teh kipov je visok 1,5 m in sedi na kamnitem sedežu visokem 0,86 m. Na zgornji ploščadi so obstajale tri koncentrične vrste kamnitih stebrov. Dve od teh vrst, od katerih ni nič ostalo, sta bili znotraj opečne stene, tretja vrsta pa zunaj nje. Notranja vrsta je imela 16 stebrov, srednja vrsta 20 in zunanja vrsta 32. Obstoječi kamniti stebri zunanjega obroča so visoki 2,4 metra. 

## Arhitektura in kamnoseški okras
Delo državljanov pri gradbenih in obnovitvenih delih je potekalo v starodavni Šrilanki kot oblika plačila davka. Taka dela so se verjetno uporabila tudi pri gradnji vatadaže v Polonnaruwi. Kakovost del kaže, da so večino naloge opravili kvalificirani obrtniki. Arhitektura vatadažnih struktur je bila v času Polonnaruwe na vrhuncu, pa je polonnaruwska štela za njen »končni razvoj«.  Nekatere od najbolj presenetljivih značilnosti strukture so njene izdelane kamnite rezbarije. Najboljši primeri takšnih arhitekturnih značilnosti, ki spadajo v obdobje Polonnaruwa, so  mesečev kamen na severnem vhodu in dva muragala (kamna varuha) na vzhodnem vhodu.  Ti okrasni elementi so bili običajno postavljeni na vhodih v samostanske zgradbe starodavne Šrilanke , zgodovinarji pa verjamejo, da sandakada pahana opisuje ciklus samsare v budizmu.  Po Bellu so rezbarije na straneh zgornje ploščadi so »neprimerljive, ne glede na to ali so v Anuradhapuri ali Polonnaruwi in verjetno v katerem koli drugem budističnem svetišču Cejlona«.
Ravni, simetrični kamniti stebri najdeni v vatadaži, so precej podobni tistim, ki jih vidimo v stavbah iz obdobja Anuradhapura. Noga vsakega stebra je izrezljana v obliki lotosovega cveta. Arheolog Senarath Paranavithana je predlagal, da so ti kamniti stebri podpirali leseno streho. To je splošno sprejeto, zdi se, da to podpirajo najdene strešne ploščice pri izkopavanjih. Vendar pa je druga teorija, da vatadaža ni imela strehe, kamniti stebri pa so bile uporabljeni za obešanje svetilk, zaves ali budističnih simbolov. 
Opečna stena okrog ploščadi je precej dobro ohranjena, čeprav so se deli odlomili. Je precej debela -0,76 m - in je bila predvidoma zgrajena za zaščito dagobe s strani. Obstajajo dokazi, da je bila notranja površina stene okrašena s slikami. Njen spodnji del je pokrit s kamnitimi ploščami z rezbarijami cvetov. Pod steno je zgornja stran same plošče okrašena z rezbarijami, kot tudi stran spodnje ploščadi.
Štirje Budovi kipi, ki prikazujejo Dhyana mudro, so izrezani iz trdne kamnine. Dva od njih sta danes bolj ali manj nedotaknjena, medtem ko so le ostanki drugih dveh. Zdi se, da je dagoba na sredini oblikovana v Bubbulakari (oblika mehurčka), ki se pogosto vidi na Šrilanki. Gornji del je uničen in ostaja le še spodnji del oblikovane kupole. Ima le dva Pesavas (obroča, najdena na dnu stebrov) in ne tradicionalno treh. 